# Creativi culturali
Il binomio creativi culturali (in inglese americano cultural creatives) designa un ampio gruppo socio-culturale che sarebbe all'avanguardia di un cambiamento sociale orientato verso «un'economia più etica, un modello di sviluppo ecosostenibile, uno stile di vita più sano e naturale, una più elevata consapevolezza individuale e collettiva.»

## Definizione
L'espressione creativi culturali è emersa dagli studi del sociologo statunitense Paul Ray e della psicologa americana Sherry Anderson. Ray e Anderson considerano quegli individui aventi in comune l'adozione di una visione globale e "integrale" del mondo, e che condividono un insieme di valori. In particolare, questo gruppo di persone si propone di: rinforzare i tenui rapporti faccia a faccia della società dei consumi; favorire lo sviluppo personale e spirituale; rimettere l'essere umano al cuore della società; rifiutare il degrado ambientale, specificatamente quello indotto dallo sfruttamento delle risorse naturali; cercare delle soluzioni innovative alle questioni personali o sociali (per esempio, trascendendo la falsa contrapposizione fra impegno sociale e vita privata).
Secondo alcune stime effettuate, negli anni sessanta i creativi culturali nordamericani erano meno del 3% della popolazione adulta, per salire al 23.6% (circa 44 milioni) nel 1995, al 26% (circa 50 milioni) nel 1999 e al 34.9% nel 2008 (circa 80 milioni). In Europa occidentale e in Giappone le percentuali oscillerebbero fra il 33% e il 37%; per il Canada sono previste percentuali simili. Riguardo all'Italia, una ricerca completata nell'estate 2006 ha rilevato una presenza di creativi culturali pari al 35% della popolazione adulta.

## Negli Stati Uniti
Il fenomeno in oggetto è possibile altresì indicarlo con l'espressione "creatori di cultura", visto che gli attori coinvolti starebbero inventando una nuova cultura per il XXI secolo. A tal proposito, la giornalista francese Patrice van Eersel sulla rivista Nouvelle Clés associa ai creativi culturali l'emergenza d'una cultura postmoderna.
I creativi culturali integrano simultaneamente quattro poli valoriali, mettendendoli in pratica:
1. Apertura ai valori femminili (occupandosi, per esempio, della presenza delle donne nell'amministrazione pubblica o del problema della violenza domestica);
2. Unione dei valori ecologici e dello sviluppo sostenibile (con un interesse per l'alimentazione biologica e la medicina naturale);
3. Partecipazione (coinvolgimento personale e collettivo nella società);
4. Sviluppo personale (comprendente la dimensione spirituale, considerando anche nuove forme di spiritualità; l'idea di fondo è: "conosci te stesso se vuoi agire sul mondo").

È altresì possibile distinguere due sottogruppi di creativi culturali:
- Un nucleo centrale, detto "avanzato", costituito dai cosiddetti "spiritualisti". Questi leader della nuova cultura si occupano, a un tempo, di problematiche ambientali, sociali e psicospirituali;
- Una "periferia", composta dagli "ecologisti", che non includono realmente la dimensione spirituale nel loro universo. Per gli ecologisti, a differenza degli spiritualisti, il legame tra sviluppo personale, e impegno sociale ed ecologico non è ontologico ma da costruire con cura.

Patrice van Eersel sostiene che i creativi culturali siano i "discendenti" di numerosi movimenti nati negli anni sessanta, come quelli per i diritti civili, quelli femministi, quelli pacifisti, quelli ambientalisti o quelli per lo sviluppo della consapevolezza, solo per citarne alcuni.
Un'altra caratteristica sorprendente di questo gruppo è l'assenza, al momento, della precisa coscienza della propria esistenza. In altre parole, la maggior parte delle persone che rientra nella categoria di "creativi culturali" si sente relativamente isolato. È emerso che i creativi culturali pensano di costituire una parte marginale della popolazione totale, in una percentuale tra l'1% e il 5%. Tuttavia, negli Stati Uniti, loro includono quel 20-25% della popolazione che non si riconosce né nei valori conservatori religiosi né in quelli dei liberali progressisti convinti, i due poli socio-culturali e politici maggiormente riconosciuti negli USA.
Secondo Ray e Anderson, il fenomeno non è proprio di una categoria socio-professionale, né di un'etnia o di una classe d'età, ma la totalità della popolazione ne è omogeneamente coinvolta, salvo una leggera predominanza delle classi più istruite/agiate. Tutto ciò spinge a concepire i creativi culturali come rappresentanti di un cambiamento fondamentale, non come una moda passeggera alla stregua del movimento hippy, che ha interessato per lo più giovani adulti. Inoltre, i creativi culturali sarebbero distintinguibili dai cosiddetti bobos (contrazione di bourgeois-bohème), termine coniato nel 2000 dal giornalista David Brooks per designare gli intellettuali trendy, tecnologicamente aggiornati, con fatui intenti ecologisti e artistici.

## Seconda fase di studi
Dopo il primo studio condotto da Ray e Anderson, si è costituita un'équipe internazionale — col patrocinio del Club of Budapest, fondato e diretto dal filosofo della scienza ungherese Ervin László — per realizzare delle ricerche in diversi paesi: Francia, Germania, Ungheria, Paesi Bassi, Norvegia, Italia e Giappone. Nel 2008, il sociologo Paul Ray ha compiuto un nuovo sondaggio nazionale negli Stati Uniti con l'obiettivo di aggiornare i dati raccolti in precedenza; è così emerso che i creativi culturali presenti negli USA nel 2008 erano il 34.9% della popolazione adulta (cfr. supra).

## In Francia
Una ricerca indagante la presenza di creativi culturali in Francia è iniziata alla fine del 2005 e i risultati sono stati pubblicati un anno dopo; il gruppo in questione costituirebbe il 17% della popolazione, e la maggioranza sarebbero donne (2/3). Questo vasto studio è stato organizzato e condotto dall'Association pour la Biodiversité Culturelle, che ha costituito un gruppo di ricerca operante per quattro anni sotto la direzione scientifica del sociologo Jean-Pierre Worms.
Il primo incontro nazionale del movimento francese dei creativi culturali è avvenuto presso le Cevenne il 31 maggio e il primo giugno 2008.

## In Belgio
In Belgio, il movimento si è riunito due volte su scala nazionale. Il primo incontro, al quale hanno partecipato circa 450 persone, ha avuto luogo il 29 agosto 2009 a Ottignies-Louvain-la-Neuve; il secondo, invece, è avvenuto il 25 settembre 2010 presso l'abbazia di Floreffe con una partecipazione simile.